# Carnival of Souls (groupe)
Pour les articles homonymes, voir Carnival of Souls.
Carnival of Souls est un groupe de rock allemand, originaire de Gelsenkirchen.

## Histoire
Le groupe se forme lors de jam sessions avec Achim Weigel et Magnus Prull, musiciens de la scène punk hardcore, mécontents des limitations musicales de leurs anciens groupes. Se rajoute Thorsten Keller, ancien batteur sous le nom de Torso de Hostages of Ayatollah.
Finalement, une démo est enregistrée et rapidement signée par L'Âge d'or, Christian Mevs devient producteur. Ils enregistrent trois albums en trois ans puis mettent un frein à leur carrière. Keller et Prull quittent le groupe. Ce dernier est aujourd'hui cef de service en médecine interne au Marienhospital Herne.
En 1998, Weigel, Block, Herzam et Lammert prennent part à la compilation de L'Âge d'or Musik für junge Leute. Deux ans plus tard, avec Till Steinemann, l'album Ritorno A Casa sort sur Kamikaze Records. Peu de temps après, Achim Weigel se retire du monde de la musique et le groupe se sépare.

## Discographie
Albums
- 1991 : Carnival of Souls
- 1992 : Melodie und Rhythmus
- 1993 : Emozioni
- 2000 : Ritorno A Casa

## Source de la traduction
- (de) Cet article est partiellement ou en totalité issu de l’article de Wikipédia en allemand intitulé « Carnival of Souls (Band) » (voir la liste des auteurs).